# Cardup
Cardup is een plaats in de regio Peel in West-Australië. Het ligt 48 kilometer ten zuiden van Perth en 4 kilometer ten noorden van Mundijong. In 2011 telde Cardup 972 inwoners en in 2021 1.163.

## Geschiedenis
In 1844 noteerde landmeter Robert Austin dat "Cockburn Sound Location 22" Cardoup werd genoemd. De beek die tegen de noordelijke grens van het plaatsje aanliep stond bekend als Cardoup of Cadup Brook. In 1851 kocht H. Mead de locatie en gaf als adres Cardup op. Deze spelling werd sindsdien op de meeste kaarten en overzichten voor de naam van de beek gebruikt. Cardup (Kardu) is een Aborigineswoord dat "plaats van het renpaard Goanna" betekent.
Reeds in de jaren 1850 ontdekten kolonisten klei in de streek. Het was echter pas rond de 20e eeuwwisseling dat er in Cardup een steenbakkerij werd opgestart. John Milliard, een voormalig manager van de Bunning Bros steenbakkerij in East Perth, richtte in 1903 The Cardup Steam Pressed Brick Company op. Twee jaar later stapte hij in een partnerschap met de in de West-Australische bedrijfswereld opkomende gigant Atkins and Law. De steenbakkerij werd een van West-Australiës leidende producenten van bakstenen.
Tegen 1927 werd een spoorwegaansluiting nabij het plaatsje in dienst genomen en Cardup Siding genoemd. 
In 2012 sloot de steenbakkerij. Ze werd in 2018 terug opgestart. Austral Bricks investeerde AU $26 miljoen in de steenbakkerij.